# Dendrotion elegans
Dendrotion elegans là một loài chân đều trong họ Dendrotionidae. Loài này được Lincoln & Boxshall miêu tả khoa học năm 1983.